# (100860) 1998 HA52
(100860) 1998 HA52 es un asteroide perteneciente al cinturón de asteroides, región del sistema solar que se encuentra entre las órbitas de Marte y Júpiter, descubierto el 30 de abril de 1998 por el equipo del Lowell Observatory Near-Earth-Object Search desde la Estación Anderson Mesa (condado de Coconino, cerca de Flagstaff, Arizona, Estados Unidos).

## Designación y nombre
Designado provisionalmente como 1998 HA52. 

## Características orbitales
1998 HA52 está situado a una distancia media del Sol de 2,409 ua, pudiendo alejarse hasta 2,881 ua y acercarse hasta 1,937 ua. Su excentricidad es 0,195 y la inclinación orbital 5,476 grados. Emplea 1366,07 días en completar una órbita alrededor del Sol.

## Características físicas
La magnitud absoluta de 1998 HA52 es 16,1. 